# Markus Rhyner
Markus Rhyner (* 8. Oktober 1982 in Elm) ist ein Schweizer Politiker (SP).

## Biografie
Nach Abschluss seines Master-Studiums in Law and Economics an der Universität St. Gallen im Sommer 2008 arbeitete Markus Rhyner zunächst während 14 Monaten in einer grösseren Zürcher Wirtschaftskanzlei als Anwaltssubstitut. Er war als Gerichtsschreiber am Bezirksgericht Meilen und am Obergericht des Kantons Glarus tätig. 2019 begann Rhyner seine Tätigkeit als Gemeindeschreiber der Gemeinde Glarus, er wurde in diesem Amt per Ende Dezember 2024 von Flavia Bäbler abgelöst.
Im 2025 wurde er als Amtsleiter des Notariats-, Grundbuch- und Konkursamts Höfe vereidigt.
Markus Rhyner gehörte vom Juni 2006 bis zum Juni 2010 dem Landrat des Kantons Glarus an und war dort Mitglied der SP-Fraktion.